# Европейский портал данных
16 ноября 2015 года была запущена бета версия Европейского портала данных. Европейский портал данных является инициативой Европейской комиссии, и это часть Европейского единого рынка.

## Назначение
Европейский портал данных был создан для сбора информации о государственном секторе 28 государств-членов Европейского союза и 4-x странах Европейской ассоциации свободной торговли. Эти страны также называются EU28+.
Информация о Государственном Секторе, которая может быть свободно повторно использована для любых целей обычно называется Открытыми данными. Страны входящие в EU28+ публикуют государственные данные на национальных порталах данных и геопространственных порталах. Для предоставления единой точки доступа ко всем этим данным был создан Европейский портал данных. На портале отображается информация только о метаданных (данные о данных). Эти метаданные напрямую собираются с существующих порталов с использованием API.
21 апреля 2021 года портал был объединен с Европейским порталом открытых данных в портал data.europa.eu — предлагающим в одном месте метаданные о наборах данных, которые ранее были доступны в обоих предыдущих каталогах.
Данные собираются для стимулирования повторного использования государственных данных. При повторном использовании этих данных, можно получить несколько преимуществ.

## Содержание
Европейский портал данных предоставляет доступ к наборам данных различными способами, через:
- Прямой поиск;
- Каталоги данных; и
- SPARQL запросы.

Как бы там ни было, Европейский портал данных не является только репозиторием для государственных данных. Портал предлагает различное содержимое:
- Новости об Открытых данных;
- Истории повторного использования;
- Золотую книгу для поставщиков Открытых данных;
- Инструмент электронного обучения Открытым данным; и
- Библиотеку с материалами об Открытых Данных.